# Víctor Hugo Andrada
Víctor Hugo „Copito” Andrada Canalis (ur. 25 grudnia 1958 w Santa Fe) – argentyński piłkarz występujący na pozycji prawego pomocnika, trener piłkarski.
Jego syn Maximiliano Andrada również był piłkarzem.